# مسجد إيري (ترينيداد وتوباغو)
مسجد قرية إيري هو مسجد يقع في إيري، برينسز تاون، ترينيداد وتوباغو.

## التاريخ
تم بناء المسجد أصلاً في 1868 من قبل مهاجرين من الراج البريطاني؛ الذين عملوا في المنطقة المحيطة. في 1968، أعيد بناؤه إلى ما هو عليه اليوم. في وقت لاحق أُُعلن من قبل الحكومة بأن المسجد مبنى تاريخي.

## أنظر أيضا
- الإسلام في ترينيداد وتوباغو